# لورانس (ماساتشوستس)
لورانس (بالإنجليزية: Lawrence, Massachusetts)‏ هي مدينة تقع في الولايات المتحدة في مقاطعة إسكس. يقدر عدد سكانها بـ 77,326 نسمة ومساحتها 19.2 كم2 وترتفع عن سطح البحر 4.88 متر.

## التركيبة السكانية
حدّد مكتب تعداد الولايات المتحدة بيانات التركيبة السكانية للورانس في تعداد الولايات المتحدة. في ما يلي، التركيبة السكانية حسب تعدادي 2000 و2010.

### تعداد عام 2000
بلغ عدد سكان لورانس 72,043 نسمة بحسب تعداد عام 2000، وبلغ عدد الأسر 24,463 أسرة وعدد العائلات 16,905 عائلة مقيمة في المدينة. في حين سجلت الكثافة السكانية 3,744.4 نسمة لكل كيلومتر مربع (9,698.0/ميل2). وبلغ عدد الوحدات السكنية 25,601 وحدة بمتوسط كثافة قدره 1,330.6 لكل كيلومتر مربع (3,446.2/ميل2).
وتوزع التركيب العرقي للمدينة بنسبة 48.64% من البيض و4.88% من الأمريكيين الأفارقة و0.81% من الأمريكيين الأصليين و2.65% من الأمريكيين ذوي الأصول الآسيوية و0.10% من سكان جزر المحيط الهادئ و36.67% من الأعراق الأخرى و6.25% من عرقين مختلطين أو أكثر و59.71% من الهسبانيون أو اللاتينيون من أي عرق.
بلغ عدد الأسر 24,463 أسرة كانت نسبة 46% منها لديها أطفال تحت سن الثامنة عشر تعيش معهم، وبلغت نسبة الأزواج القاطنين مع بعضهم البعض 36.6% من أصل المجموع الكلي للأسر، ونسبة 25.7% من الأسر كان لديها معيلات من الإناث دون وجود شريك، بينما كانت نسبة 6.8% من الأسر لديها معيلون من الذكور دون وجود شريكة وكانت نسبة 30.9% من غير العائلات. تألفت نسبة 25.5% من أصل جميع الأسر من عدة أفراد يعيشون في نفس المنزل ونسبة 10% كانت تتألف من شخص يعيش بمفرده يبلغ من العمر 65 عاماً أو أكثر. وبلغ متوسط حجم الأسرة المعيشية 2.90، أما متوسط حجم العائلات فبلغ 3.46.
بلغ العمر الوسطي للسكان 29.5 عاماً. وكانت نسبة 31.9% من القاطنين تحت سن الثامنة عشر، وكانت نسبة 11% بين الثامنة عشر والرابعة والعشرين عاماً، ونسبة 30% كانت واقعةً في الفئة العمرية ما بين الخامسة والعشرين والرابعة والأربعين عاماً، ونسبة 16.5% كانت ما بين الخامسة والأربعين والرابعة والستين، ونسبة 9.1% كانت ضمن فئة الخامسة والستين عاماً فما فوق. يوجد لكل 100 أنثى 90.9 ذكر، ويوجد لكل 100 أنثى في الثامنة عشر من عمرها فما فوق 85.8 ذكر.
بلغ متوسط دخل الأسرة في المدينة 27,983 دولارًا، أما متوسط دخل العائلة فبلغ 31,809 دولارًا. وكان متوسط دخل الذكور 27,772 دولارًا مقابل 23,137 دولارًا للإناث. وسجل دخل الفرد الخاص بالمدينة 13,360 دولارًا. وكانت نسبة 21.2% من العائلات ونسبة 24.3% من السكان تحت خط الفقر، وكان من هؤلاء نسبة 32.1% تحت سن الثامنة عشر ونسبة 20.1% في الخامسة والستين من العمر وما فوق.

### تعداد عام 2010
بلغ عدد سكان لورانس 76,377 نسمة بحسب تعداد عام 2010، وبلغ عدد الأسر 25,181 أسرة وعدد العائلات 17,501 عائلة مقيمة في المدينة. في حين سجلت الكثافة السكانية 3,969.7 نسمة لكل كيلومتر مربع (10,281.5/ميل2). وبلغ عدد الوحدات السكنية 27,137 وحدة بمتوسط كثافة قدره 1,410.4 لكل كيلومتر مربع (3,652.9/ميل2).
وتوزع التركيب العرقي للمدينة بنسبة 42.82% من البيض و7.58% من الأمريكيين الأفارقة و1.25% من الأمريكيين الأصليين و2.48% من الأمريكيين ذوي الأصول الآسيوية و0.07% من سكان جزر المحيط الهادئ و39.30% من الأعراق الأخرى و6.49% من عرقين مختلطين أو أكثر و73.80% من الهسبانيون أو اللاتينيون من أي عرق.
بلغ عدد الأسر 25,181 أسرة كانت نسبة 45.4% منها لديها أطفال تحت سن الثامنة عشر تعيش معهم، وبلغت نسبة الأزواج القاطنين مع بعضهم البعض 31.5% من أصل المجموع الكلي للأسر، ونسبة 30% من الأسر كان لديها معيلات من الإناث دون وجود شريك، بينما كانت نسبة 8% من الأسر لديها معيلون من الذكور دون وجود شريكة وكانت نسبة 30.5% من غير العائلات. تألفت نسبة 24.5% من أصل جميع الأسر من عدة أفراد يعيشون في نفس المنزل ونسبة 8.3% كانت تتألف من شخص يعيش بمفرده يبلغ من العمر 65 عاماً أو أكثر. وبلغ متوسط حجم الأسرة المعيشية 3.00، أما متوسط حجم العائلات فبلغ 3.52.
بلغ العمر الوسطي للسكان 30.5 عاماً. وكانت نسبة 29% من القاطنين تحت سن الثامنة عشر، وكانت نسبة 12.2% بين الثامنة عشر والرابعة والعشرين عاماً، ونسبة 28.7% كانت واقعةً في الفئة العمرية ما بين الخامسة والعشرين والرابعة والأربعين عاماً، ونسبة 21.5% كانت ما بين الخامسة والأربعين والرابعة والستين، ونسبة 8.6% كانت ضمن فئة الخامسة والستين عاماً فما فوق. وتوزع التركيب الجنسي للسكان بنسبة 48.1% ذكور و51.9% إناث.

## المناخ
يظهر الجدول التالي التغييرات المناخية على مدار السنة للورانس:
| البيانات المناخية لـلورانس   | البيانات المناخية لـلورانس | البيانات المناخية لـلورانس | البيانات المناخية لـلورانس | البيانات المناخية لـلورانس | البيانات المناخية لـلورانس | البيانات المناخية لـلورانس | البيانات المناخية لـلورانس | البيانات المناخية لـلورانس | البيانات المناخية لـلورانس | البيانات المناخية لـلورانس | البيانات المناخية لـلورانس | البيانات المناخية لـلورانس | البيانات المناخية لـلورانس |
| الشهر                        | يناير                      | فبراير                     | مارس                       | أبريل                      | مايو                       | يونيو                      | يوليو                      | أغسطس                      | سبتمبر                     | أكتوبر                     | نوفمبر                     | ديسمبر                     | المعدل السنوي              |
| ---------------------------- | -------------------------- | -------------------------- | -------------------------- | -------------------------- | -------------------------- | -------------------------- | -------------------------- | -------------------------- | -------------------------- | -------------------------- | -------------------------- | -------------------------- | -------------------------- |
| متوسط درجة الحرارة الكبرى °ف | 33.9                       | 36.4                       | 45.2                       | 56.6                       | 68.2                       | 77.3                       | 82.6                       | 81.1                       | 72.9                       | 62.5                       | 50.7                       | 38.1                       | 58.8                       |
| متوسط درجة الحرارة الصغرى °ف | 15.4                       | 16.9                       | 27.0                       | 37.1                       | 47.3                       | 56.6                       | 62.3                       | 60.6                       | 52.2                       | 41.6                       | 33.0                       | 21.4                       | 39.3                       |
| معدل هطول الأمطار إنش        | 3.92                       | 3.17                       | 3.93                       | 4.06                       | 3.67                       | 3.46                       | 3.34                       | 3.18                       | 3.78                       | 3.96                       | 4.06                       | 3.56                       | 44.09                      |
| متوسط درجة الحرارة الكبرى °م | 1.1                        | 2.4                        | 7.3                        | 13.7                       | 20.1                       | 25.2                       | 28.1                       | 27.3                       | 22.7                       | 16.9                       | 10.4                       | 3.4                        | 14.9                       |
| متوسط درجة الحرارة الصغرى °م | −9.2                       | −8.4                       | −2.8                       | 2.8                        | 8.5                        | 13.7                       | 16.8                       | 15.9                       | 11.2                       | 5.3                        | 0.6                        | −5.9                       | 4.1                        |
| معدل هطول الأمطار مم         | 100                        | 81                         | 100                        | 103                        | 93                         | 88                         | 85                         | 81                         | 96                         | 101                        | 103                        | 90                         | 1٬120                      |
| [بحاجة لمصدر]                |                            |                            |                            |                            |                            |                            |                            |                            |                            |                            |                            |                            |                            |

## معرض صور

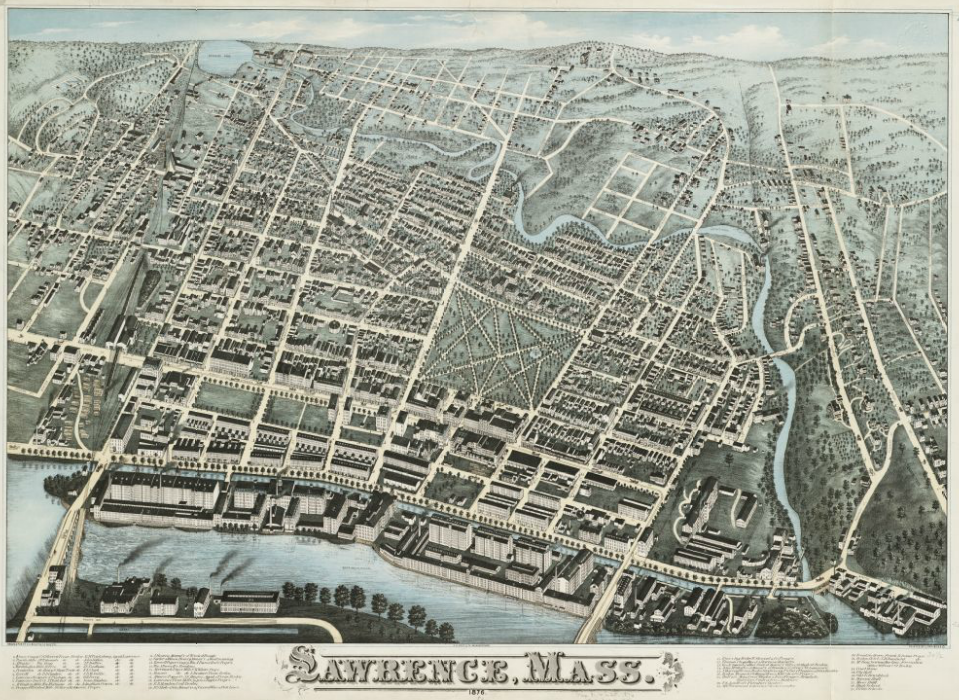
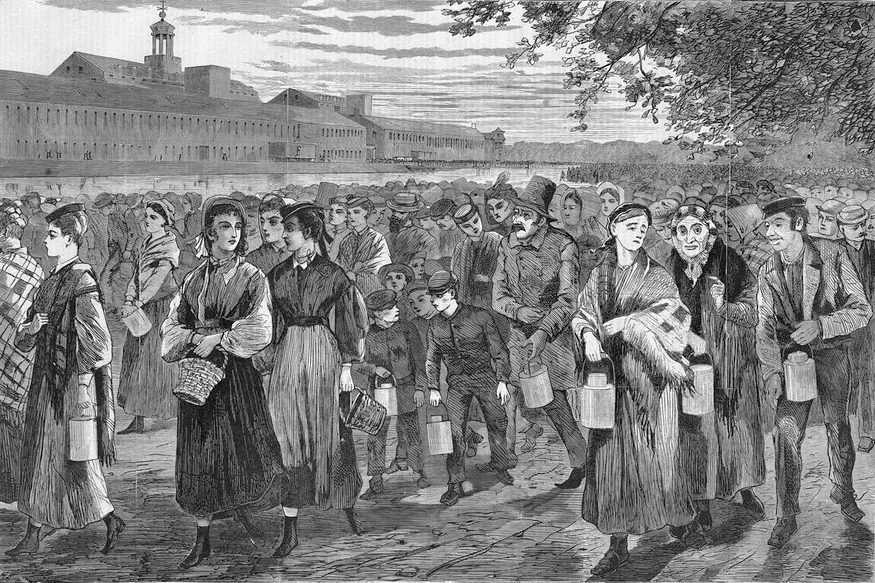
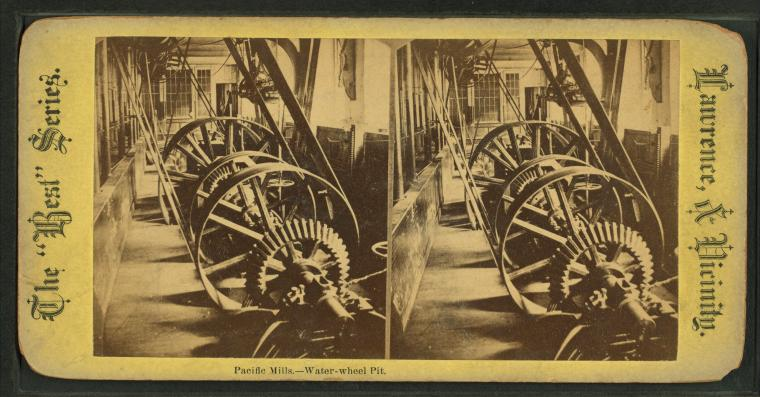
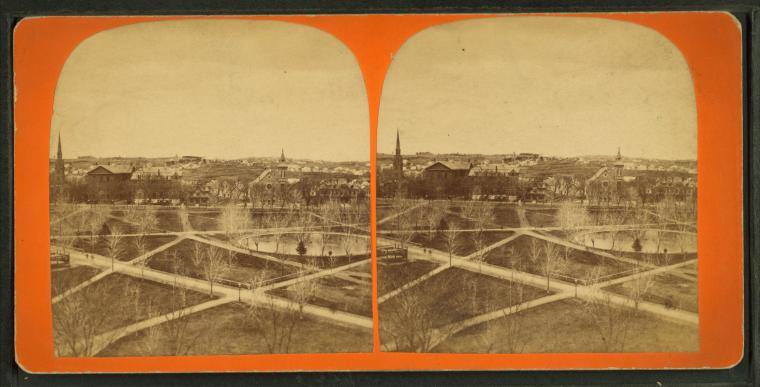
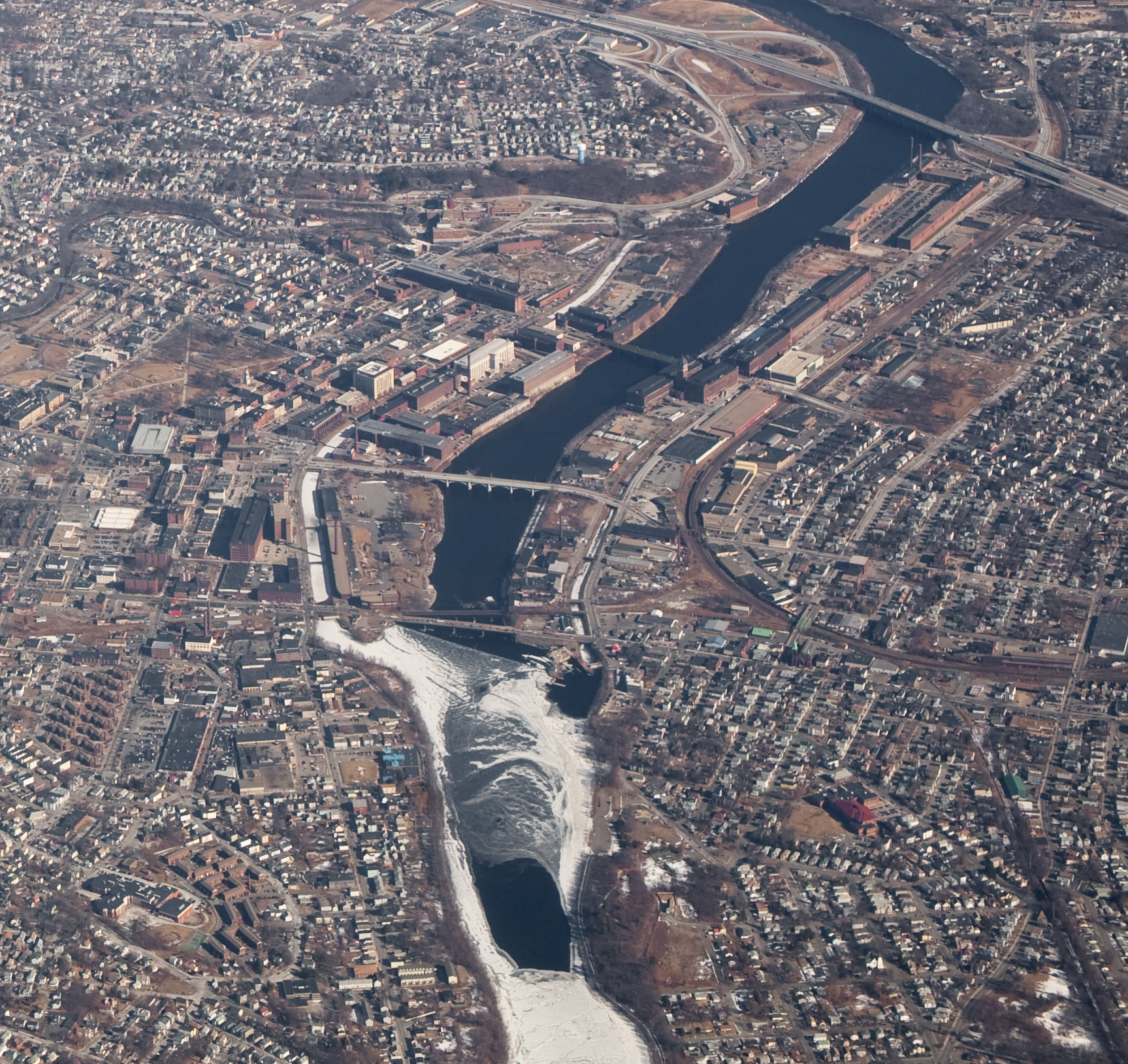

## أعلام
- فيليب جاي ديفيس
- مايك جوردن
- روبرت جوليت
- باتسي دونوفان
- جو بيري
- جون كرولي
- ليونارد برنستاين
- ثيلما تود
- روبرت إس. مالوني